# Chlerogas cyaneus
Chlerogas cyaneus is een vliesvleugelig insect uit de familie Halictidae. De wetenschappelijke naam van de soort is voor het eerst geldig gepubliceerd in 1999 door Brooks & Engel.